# ایدام-فولن‌دام
ایدام-فولن‌دام (به هلندی: Edam-Volendam) یک شهرستان در هلند است که در هلند شمالی واقع شده‌است. ایدام-فولن‌دام −۱ متر بالاتر از سطح دریا واقع شده‌است.